# Huracán Faith

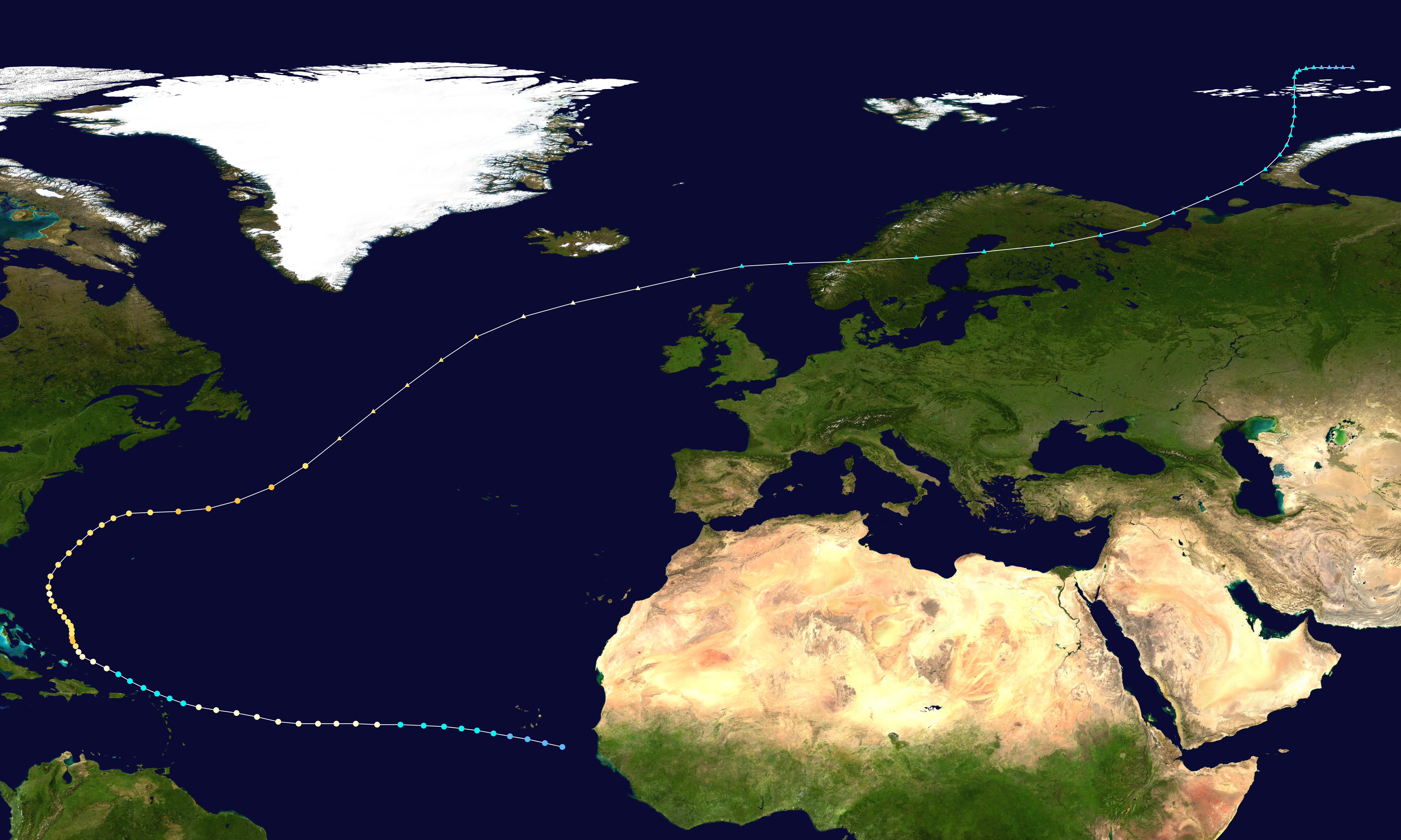
Recorrido del Huracán Faith.

El huracán Faith fue un ciclón tropical que recorrió el Océano Atlántico en los meses de agosto y septiembre de 1966. Fue la sexta tormenta y el quinto huracán de la temporada de 1966. Es conocida por haber hecho el recorrido más extenso de un ciclón a través del Atlántico, recorriendo 12 mil kilómetros en tan solo una semana. Nació al sur de Cabo Verde el 21 de agosto, pasando las costas del Caribe y finalizando su viaje en Noruega.